# Akira Kurosawas Träume
Akira Kurosawas Träume (japanisch 夢 Yume) ist ein Episodenfilm von Regisseur Akira Kurosawa aus dem Jahre 1990, der auf tatsächlichen Träumen des Regisseurs basiert, aus verschiedenen Stadien seines Lebens. Der farbenprächtige Film funktioniert mehr über Visuelles als über Sprache. Die acht Träume umfassen zusammen ein Menschenleben und reichen von den 1910er- bis zu den 1980er-Jahren.

## Handlung

### Sonne, die durch den Regen scheint
Eine alte Legende in Japan erzählt, dass die Füchse heiraten, wenn die Sonne durch den Regen scheint. In diesem ersten Traum widersetzt sich ein fünfjähriger Junge dem Wort der Mutter, bei diesem Regen im Haus zu bleiben. Im nahen Wald von Mammutbäumen wird er versteckter  Zeuge einer langsamen Hochzeitsprozession der Tiere. Aber er wird von ihnen ertappt und rennt davon. Als er versucht, wieder ins Haus zu kommen, sagt ihm die Mutter, ein Fuchs sei schon da gewesen und habe ein Kurzschwert zurückgelassen. Barsch trägt sie ihm auf, damit Selbstmord zu begehen, da die Füchse verärgert seien; sie dürfe ihn nicht zurück ins Haus lassen, und schlägt das Tor vor ihm zu. Der Junge muss die Füchse finden und um Vergebung bitten, aber diese vergeben selten. Also zieht er in die Berge, zu der Stelle unter dem Regenbogen, um das Lager der Kitsune zu finden.

### Der Pfirsichgarten
Hina-Matsuri, das Mädchenfest, findet traditionell im Frühling statt, wenn die Pfirsiche in voller Blüte stehen. Die Puppen, die vor diesem Tag gezeigt werden, stehen für die Pfirsichbäume und ihre rosa Blüten, sagt man. Eine Familie hatte aber ihren Garten gemäht, und der etwa zwölfjährige Sohn vermisst etwas beim diesjährigen Fest. Bei einem Streit mit seiner älteren Schwester sieht er ein Mädchen aus der Vordertür des Hauses laufen. Er folgt ihm zu dem kahlen Garten. Die Puppen der Sammlung seiner Schwester sind zum Leben erwacht, sie stehen vor ihm auf den terrassierten kahlen Hängen und halten Gericht über den Jungen wegen des Fällens der wertvollen Bäume. Als sie merken, wie sehr er die Pfirsichblüte liebte, belohnen sie ihn mit einem mit zeremonieller Musik unterlegten Tanz zu Gagaku. Damit erblühen die – vorher nur als Stümpfe vorhandenen – Pfirsichbäume in voller Pracht für das Kind, bis sie letztendlich doch wieder verwelken.

### Schneesturm
Eine Gruppe Bergsteiger kämpft sich durch einen Schneesturm. Sie werden hüfttief zugeschneit und können sich nur noch verzweifelt anschreiend verständigen, um den Weg zu ihrem Lager zurückzufinden. Eine schöne Frau (vielleicht die Yuki Onna der japanischen Mythologie) erscheint langsam aus dem Nirgendwo und versucht einen Bergsteiger, der gerade noch bei Bewusstsein ist, ins Jenseits zu locken. Die Gruppe erwacht aber, als der Himmel sich über dem Gipfel aufklart, und sie sehen, dass sie direkt am Lager waren.

### Der Tunnel
Ein japanischer Offizier kehrt aus dem Krieg heim, er wandert mit hängenden Schultern entlang einer verwaisten Straße im Morgengrauen. Er erreicht einen klaffenden dunklen Tunnel, der durchquert werden muss. Von dort springt ihn ein Hund an, beladen mit einem Rucksack, aus dem Stielhandgranaten ragen. Tatsächlich handelt es sich um einen Panzerabwehrhund, und das Gepäck ist Sprengstoff. Der Hund treibt ihn zähnefletschend und böse knurrend in die hallende Röhre hinein. Als der Tunnel endlich hinter ihm liegt, erscheint ihm der Yūrei des toten Soldaten Noguchi, mit blauer Haut. Sie kennen sich, der Soldat starb unter seinem Kommando, sogar in seinen Armen. Voll Reue versucht er seinem Untergebenen beizubringen, dass er es nicht geschafft habe, aber das Gespenst hat Heimweh nach seiner Familie.
Das Gespenst verschwindet zurück in den Tunnel, aus dem dann eine Hundertschaft gefallener blaugesichtiger Soldaten auf den Offizier zumarschiert, seine vernichtete 3. Kompanie. Er hält eine geschriene Rede und befiehlt den Toten kehrt marsch. Dann bricht der Offizier weinend zusammen. Er sieht erneut den dämonischen Hund.

### Krähen
Ein erwachsener Japaner flaniert durch eine Van-Gogh-Ausstellung. Das Bild „Brücke von Langlois“ mit den Wäscherinnen im Vordergrund wird real und lebendig, so dass der Mann sich darin bewegen kann. Schließlich trifft er darin Vincent van Gogh höchstselbst, der in den letzten Monaten seines Lebens mit seiner Malerstaffelei unterwegs ist. Er schildert ihm überzeugt – und getrieben wie eine Lokomotive – seine Kunst. Was Van Gogh in dieser Sequenz malt, muss „Krähen über dem Weizenfeld“ sein. Dann irrt die Person weiter durch Bilder und Skizzen Van Goghs, begleitet vom Prélude Nr. 15 in Des-Dur von Frédéric Chopin, das allerdings nicht in der ursprünglichen Reihung der Takte, sondern mit vertauschten Passagen gespielt wird.

### Fujiyama in Rot
Der Fuji bricht aus, die ganze Umgebung ist in beängstigenden roten Lichtschein getaucht. Der Erwachsene kämpft sich gegen den Strom einer Menschenmenge in Tokio, im Hintergrund heulen Sirenen,  sechs Kernkraftwerke seien explodiert, richtet man ihm aus, wohlgeordnet ein Reaktor nach dem anderen; die Explosionswolken sieht man hinter dem Fujiyama in den Himmel steigen.  Einzelne Flüchtlinge am Strand sinnieren, wie klein Japan doch sei, man müsse wohl ins Meer gehen wie die Lemminge. Verstreutes Gepäck und Abfälle künden davon, wie viele Menschen schon am Boden des Ozeans angekommen sein müssen. Vor der Brandung des Meeres diskutieren die Flüchtlinge über Radioaktivität, Leukämie, Mutationen und einzelne Isotope. Ein Wissenschaftler ertränkt sich.

### Der weinende Dämon
Der Erwachsene stolpert durch eine postapokalyptisch dampfende Steinwüste. Er trifft ein jämmerliches menschenähnliches Monster, ähnlich einem Oni. Dieses erzählt davon, wie es hier einmal ausgesehen hat, und vom Atomkrieg. Vor allem hat furchtbarer meterhoher Löwenzahn das Land übernommen. Schmerzensschreie erfüllen die Gegend. Inmitten der Pflanzen erläutert ihm der Dämon die Hierarchien der neuen Welt.
Tatsächlich handelt es sich um eine Nacherzählung des gleichnamigen buddhistischen Gleichnisses.

### Das Dorf mit den Wassermühlen

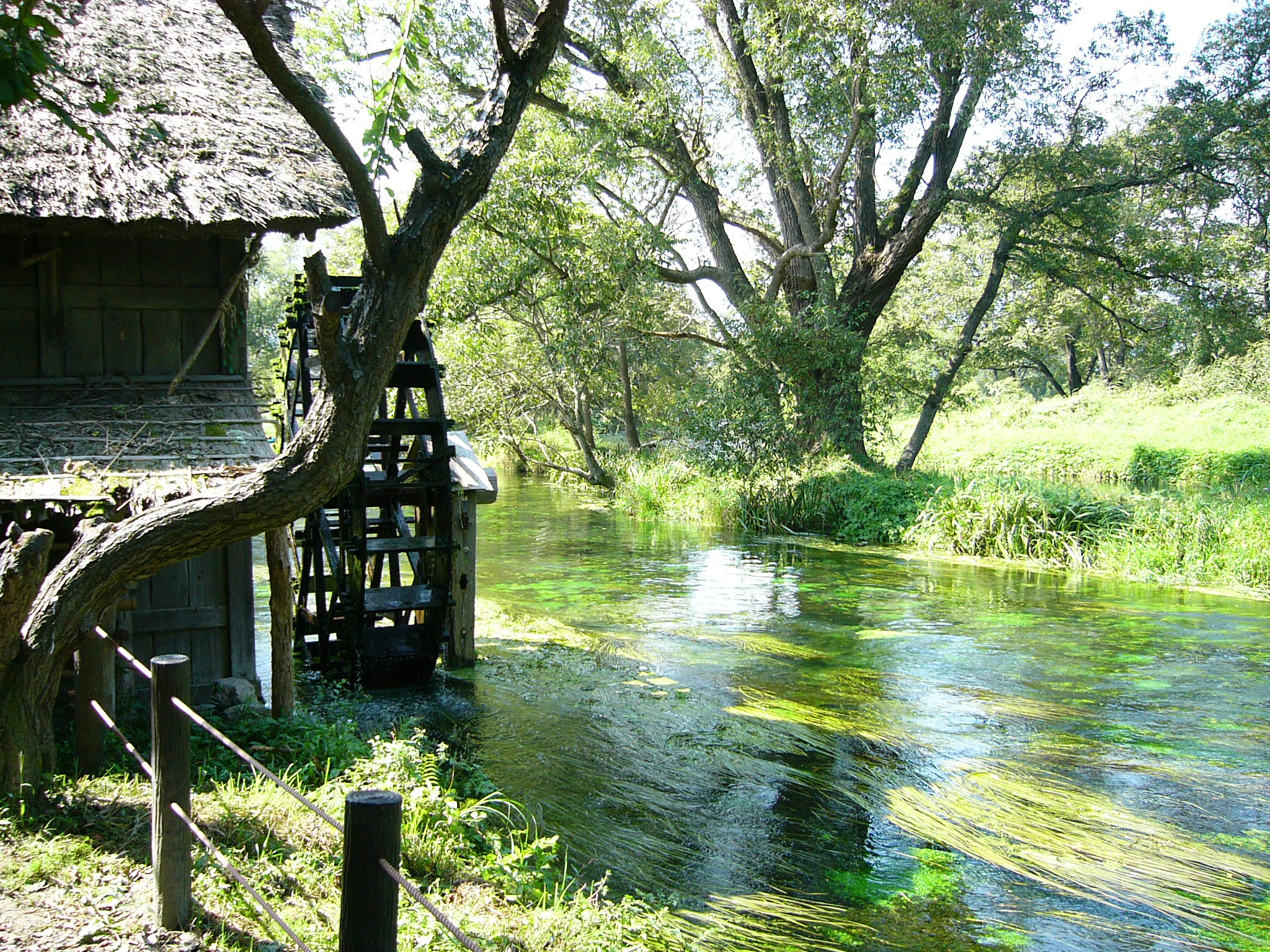
Daiō-Wasabi-Farm in Azumino, Nagano, Japan

Das erwachsene Ich spaziert durch ein ursprüngliches Dorf bei schönstem Sonnenschein und trifft zwischen plätschernden Wassermühlen und Bächen einen als Korbflechter arbeitenden Greis. Dieser erzählt langsam, gelassen, vernünftig und überzeugend von den Vorzügen eines Daseins im Einklang mit der Natur. Detailliert zählt er auf, warum er welche moderne Annehmlichkeit überhaupt nicht braucht, wie. z. B. Maschinen oder elektrisches Licht.
Der Film schließt mit einem fröhlichen, bunten, lauten Beerdigungszug für eine Frau, die im Dorf mit den Wassermühlen ein gutes, langes Leben geführt hat.
Diese Episode wurde auf der Daiō-Wasabi-Farm in Azumino, Präfektur Nagano, aufgenommen.

## Kritiken
Vincent Canby, The New York Times, 24. August 1990 zeigt auf, dass man zu dieser Zeit mit einer Zusammenfassung, einer Coda, von Kurosawa hätte rechnen müssen, aber dieser liefert wieder etwas ganz Neues: eine Serie von kurzen, teilweise fragmentarischen Märchen aus Vergangenheit, Gegenwart und Zukunft. Dabei hätte der Filmemacher genau seine Vision verwirklichen können, ohne Rücksichtnahmen. Es gehe um vieles: Ängste der Kindheit, die Anziehungskraft des Jenseits, den nuklearen Doomsday, um Umweltverschmutzung, um Kunst und um das Wesen von Zeit und Erinnerung.

„[…] eine Folge von acht Träumen, in denen sich seine Kindheitserinnerungen, Ängste und Hoffnungen mit märchenhafter Magie zu einem intensiven, farbenprächtigen Reigen von außergewöhnlicher Poesie verbinden. Eine eindringliche Aufforderung, zu den Wurzeln des Lebens und der Schöpfung zurückzukehren und selbst hinter den Banalitäten das Geheimnis des Daseins zu entdecken.“

“At 80, Kurosawa […] is impatient with artifice; he has long since proved himself a master of complex narrative. Now he wants to tell what he knows as simply as possible. There are no wild juxtapositions of the creatures of his sleeping world with the images of his waking world. They are, after all, products of the same sensibility. The rhythms of his editing and his staging are serene -- hypnotically so. His is not to shock us into surrendering to his visions but to seduce our consent to them. And this he does in one of the most lucid dreamworks ever placed on film.”

„Mit 80 […] möchte er uns, was er weiß, so einfach wie möglich mitteilen. Es finden sich keine wilden Entsprechungen der Kreaturen der Traumwelt und der Bilder seiner Wachwelt. Letztlich sind sie doch nur Produkte des gleichen Empfindungsvermögens. Der Takt seines Schnitts und der Inszenierung sind gelassen – und hypnotisch. Damit versucht er nicht, uns seinen Visionen zu unterwerfen, sondern uns ein Einverständnis zu entlocken. Und dies mit einer der klarsten Traumdarstellungen, die je auf Film gebannt worden sind.“

“It is beautiful despite itself because the beauty lies in the attitude of the director. This is indicated not only in the didactic intent but in the slowness of everything, in the amount of respect intended, and in the enormous and brazen sincerity of the work. That a director in 1990 could be this steadfast, this serious, this moral and this hopeful is beautiful in its own right.”

„Über sich selbst hinaus ist er schön, weil die Schönheit in der Haltung des Regisseurs liegt. Das zeigt sich nicht nur in dem didaktischen Ansinnen als vielmehr in der ganzen Langsamkeit, an der Menge des eingebrachten Respekts und in der enormen, unverschämten Sicherheit des Werks. Dass ein Regisseur 1990 so standhaft, so ernst, so moralisch und so hoffnungsfroh sein konnte, ist schon von sich aus schön.“

„Filme sind auch eine Kunst, unsichtbare Dinge zu vermitteln. […] ‚Akira Kurosawas Träume‘ sucht die ‚innere Wahrheit‘, die Seele des Menschen.“

Rotten Tomatoes sieht den Film am 24. September 2007 allerdings nur bei 56 Prozent (16 Kritiken), während im Januar 2020  die Bewertung von über 15.800 Kinogängern 86 % beträgt. Bei IMDb lag der Film 2007 bei 7,6 von 10 Punkten (4.900 Zuschauerbewertungen), die im Januar 2020 leicht auf 7,8 bei 22.300 Bewertungen stieg, was auf eine im Lauf der Zeit steigende Wertschätzung schließen lässt. Ende 2024 hatte der Film wieder ein Zehntelpunkt in der Bewertung verloren und kam nun bei knapp über 30.000 Bewertungen auf eine gewichtete Note von 7,7.

## Sonstiges
- Die IMDb nennt Ishirō Honda für die Regie ohne Credit von Der Tunnel, Fujiyama in Rot und Prolog und Epilog von Der weinende Menschenfresser, und für erst- und zweitgenannte Episode für die Autorenschaft. Diese nennt ihn auch als „assistant director“.[7] Er ist im Vorspann als „Creative Consultant“ aufgeführt.[8]
- Gedreht wurde weiterhin in Gotemba/Shizuoka, Memambetsu-chō (heute Ōzora-chō)/Abashiri/Hokkaidō und Midori-ku/Yokohama/Kanagawa in Japan.[7]
- Die US-amerikanische Industrial Light and Magic war an der Erstellung der Spezialeffekte beteiligt.
- Erstaufführungsdatum in der Bundesrepublik Deutschland war der 31. Mai 1990.[1]
- Die Filmbewertungsstelle Wiesbaden vergab das „Prädikat wertvoll“. [1] In Österreich wurde ein „besonders wertvoll“ verliehen.[9]

Preise und Nominierungen
- 1991: Japanese Academy Award für die Musik und sieben Nominierungen.
- 1991: Nominiert für den Golden Globe als bester fremdsprachiger Film.
- 1991: Nominiert Political Film Society Awards (Kategorie Frieden) der Political Film Society.
- 1999: Nominiert Mainichi Eiga Concours für beste Kamera und beste Musik (anteilig).